# Barbara Wieck
Barbara Wieck-Kische, nemška atletinja, * 26. februar 1951, Koserow, Vzhodna Nemčija.
Nastopila je na poletnih olimpijskih igrah leta 1968, ko je izpadla v prvem krogu teka na 800 m. Na evropskih dvoranskih prvenstvih je v isti disciplini osvojila naslov prvakinje leta 1969.